# إغاثة اللهفان في حكم طلاق الغضبان
إغاثة اللهفان في حكم طلاق الغضبان هو كتاب أو رسالة فقهية، ألفه ابن قيم الجوزية (691 هـ 751 هـ - 1292 1349). الكتاب عبارة عن جواب لسؤال حكم طلاق الغضبان هل يقع أم لأ، وقد حوى مؤلف الكاتب على استشهاد بالقران الكريم وبالسنة النبوية، وبكثير من أقوال أهل السلف.
وقد صنف فيه الغضب لأنواع، وذكر الاختلافات في الحكم باختلاف نوع الغضب. كما أشار في هذه الرسالة إلى مسائل أخرى في الطلاق وغيره.
وقال فيها جمال الدين القاسمي: (وهو كتابٌ نفيس، يفيد الأمة فائدة عظيمة في المسألة المذكورة... وكان الوالدُ رحمه الله يطالعه دائمًا ويبتهج به).

## أنواع الغضب المقصود
اعتمد ابن القيم في تصنيف الغضب على عاملين، فشرط لعدم وقوع الطلاق في الغضب أن يكون الغضب يعمي كمال التصور، وأيضًا عدم قصدٍ من القلب لإيقاع الطلاق.
فكان عنده للغضب في هذه المسألة 3 أقسام:
أحدها: أن يحصل للإنسان بدايات الغضب وأوائله، بحيث لا يتغير عليه عقله، ولا ذهنه، ويعلم ما يقول ويقصده، فهذا لا إشكال في وقوع طلاقه وعتقه وصحة عقوده، لا سيما إن وقع بعد ترددٍ. ومن الأمثلة التي ضربها ابن القيم على هذا، بأن يكتشف الرجل أن امرأته زنت، فغضب لذلك فطلقها، فغضب ورأى أنه لا يقبل العيش مع زانية، فطلقها، فيقع طلاقه.
الثاني: أن يبلغ به الغضب نهايته، بحيث ينغلق عليه باب العلم والإرادة، فلا يعلم ما يقول ولا ريده، فهذا لا يوجد خلافٌ في عدم وقوع طلاقه. فهنا يخرج منه اللفظ وهو لا يعلم معناه، فلا يلزمه.
الثالث: من وصل به الغضب لمرحلةٍ بين المرحلتين السابقتين، فتعدى مبادئه، ولم يصل إلى منتهاه بحيث يصير كالمجنون، فهذا فيه خلاف.

## مضمون الرسالة
- ابتدأ الرسالة بعد الحمد لله والثناء عليه وعلى رسوله ﷺ بحديث ((لا طلاق ولا عتاق في إغلاق)). مع تفسيره، وأن الإغلاق هو الغضب حسب أقوالٍ ذكرها.

- ثم انتقل لأدلة عدم وقوع الطلاق، وصنفها كما يلي:

1- دلالات الكتاب: وأورد في هذا الفصل 5 أوجه يشرح فيها آيات من كتاب الله عز وجل يستدل بها على حجته بعدم وقوع طلاق الغضب الذي أشار إليه.
2- دلالة السنة:
وأورد فيها 3 أوجه.
3- آثار الصحابة: وأورد من آثارهم وجهان.
4- الاعتبار وأصول الشريعة: وأورد في هذا 25 وجهًا.
- ثم كتب فصلًا عن أن الغضبان قد يتكلم في الغضب بما لا يريد، علمًا أنه شرح هذا في رسالته قبل ذلك.

## منهج ابن القيم في الكتاب
يظهر منهج ابن القيم في رسالته مشابهًا لمنهجه المعتاد في التأليف والتوضيح، مظهرًا شخصيته، فمما يستشف من منهجه في هذه الرسالة:
1- اهتمامه بتحديد موضع الخلاف في الطلاق، وتبيان معالمه.
2- استشهاده بالآيات القرآنية ليبين حجته وتفصيله، ومن ذلك استشهاده بقوله تعالى: ﴿قَالَ أَرَأَيْتَ إِذْ أَوَيْنَا إِلَى الصَّخْرَةِ فَإِنِّي نَسِيتُ الْحُوتَ وَمَا أَنْسَانِيهُ إِلَّا الشَّيْطَانُ أَنْ أَذْكُرَهُ وَاتَّخَذَ سَبِيلَهُ فِي الْبَحْرِ عَجَبًا ۝٦٣﴾ [الكهف:63].
3- ستشهاده بالأحاديث النبوية لدعم حجته وتبيان الحكم. ومن ذلك استشهاده بحديث رسول الله ﷺ: ((لا نذرَ في غضب، وكفارته كفارة يمين)).
4- المنهج الاستنباطي: فقد كان يدعم ما يقوله بالتفكر والتدبر والاستنباط، ومن ذلك استشهاده بقوله تعالى: ﴿لَا يُؤَاخِذُكُمُ اللَّهُ بِاللَّغْوِ فِي أَيْمَانِكُمْ وَلَكِنْ يُؤَاخِذُكُمْ بِمَا كَسَبَتْ قُلُوبُكُمْ وَاللَّهُ غَفُورٌ حَلِيمٌ ۝٢٢٥﴾ [البقرة:225]. فذكر بعدها: «فجعل سبب المؤاخذة كسب القلب، وكسبه هو إرادته وقصده. ومن جرى على لساه الكلام من غير قصدٍ واختيار، بل لشدة عضبٍ وسكرٍ أو غير ذلك، لم يكن من كسبِ قلبه». ومن ذلك أيضًا ذكره لحديث رسول الله ﷺ: ((لا يقضي القاضي بين اثنين وهو غضبان)). فذكر أنَّه «ولولا أن الغضب يؤثر في قصده وعلمه لم ينهه عن الحكم حالَ الغضب».
5- سعة اطلاعه على مذاهب العلماء وأقوالهم ومصنفاتهم، حيث أنَّه أدرج في كتابه هذا من آراء المتقدمين والمتأخرين من مختلف فقهاء المذاهب. فقد ذكر في شرط كون الطلاق مأذونًا أقوالًا لعلماء مختلفين، منهم قول محمد بن عبد السلام الخشني بإسناده عن أبي محمد بن حزم، وقول سعيد بن المسيب (الذي سماه أفقه التابعين) وقول طاووس، وقول خلاس بن عمرو، وقول أبي قلابة، وقول ابن عقيل، وقول أبي جعفر الباقر.
6- علمه بعلوم الشريعة، من أصول وفروع وفرقٍ ونظائر وقواعد وضوابط وغير ذلك، واستخدامه لهذا في ضبط رسالته، فقد ذكر في رسالته في فصلٍ عن الاعتبار وأصول الشريعة 25 وجهًا لدعم حكمه، وفصل في كل وجهٍ موضحًا ومستشهدًا بآياتٍ وأحاديثَ وأقوال فقهاء.
7- إسناده لكثيرٍ من الأقوال: ومنها إسناده لقول خلاس بن عمرو بخصوص الطلاق غير المأذون، فذكر: «قال ابن حزم: حدثنا محمد بن سعيد بن نبات، قال: حدثنا عباس بن أصبغ، قال: حدثنا محمد بن قاسم بن محمد، قال: حدثنا محمد بن عبد السلام الخشني، قال: حدثنا محمد بن المثنى، قال: حدثنا عبد الرحمن بن مهدي، قال: حدثنا همام بن يحيى، عن قتادة عن خلاس بن عمرو أنه قال في الرجل يطلق امرأته امرأته امرأته وهي حائض، فقال: لا يعتد بها».
8- كثرة الأدلة والحجج التي يرويها عن الموضوع الواحد.
9- سهولة الألفاظ ويُسر العبارات. 

## وصلات خارجية
- تصفح كتاب إغاثة اللهفان في حكم طلاق الغضبان